# Club Natació Sant Andreu
Il Club Natació Sant Andreu è una società polisportiva spagnola con sede a Barcellona. È nota soprattutto per le sue sezioni di nuoto e pallanuoto.

## Pallanuoto
La squadra di pallanuoto fu fondata il 1º giugno 1971 nel quartiere San Andrés de Palomar, e raggiunge la massima serie del campionato maschile di pallanuoto per la prima volta nel 1978. La squadra femminile negli anni 2020 si è affermata a livello nazionale ed internazionale, arrivando a conquistare la Coppa dei Campioni nel 2025.

## Palmarès

### Settore maschile

#### Trofei nazionali
- Supercopa de España: 1

2014

### Settore femminile

#### Trofei nazionali
- Copa de la Reina: 2

2024, 2025
- Supercopa de España: 1

2024

#### Trofei internazionali
- LEN Euro League Women: 1

2025

## Sezioni
- Nuoto
- Pallanuoto
- Tennis
- Squash